# Mycomya comesa
Mycomya comesa är en tvåvingeart som beskrevs av Vaisanen 1984. Mycomya comesa ingår i släktet Mycomya och familjen svampmyggor.
Artens utbredningsområde är Colorado. Inga underarter finns listade i Catalogue of Life.